# کلیسای جامع اننسیشن، مسکو
کلیسای جامع اننسیشن (روسی: Благовещенский собор) یک کلیسای جامع ارتدکس روسی در مسکو است.
این کلیسا که در سال ۱۴۸۹ تاسیس شده دارای ۹ گنبد طلایی است. هم‌اکنون از این کلیسا به‌عنوان موزه استفاده میشود

## نگارخانه

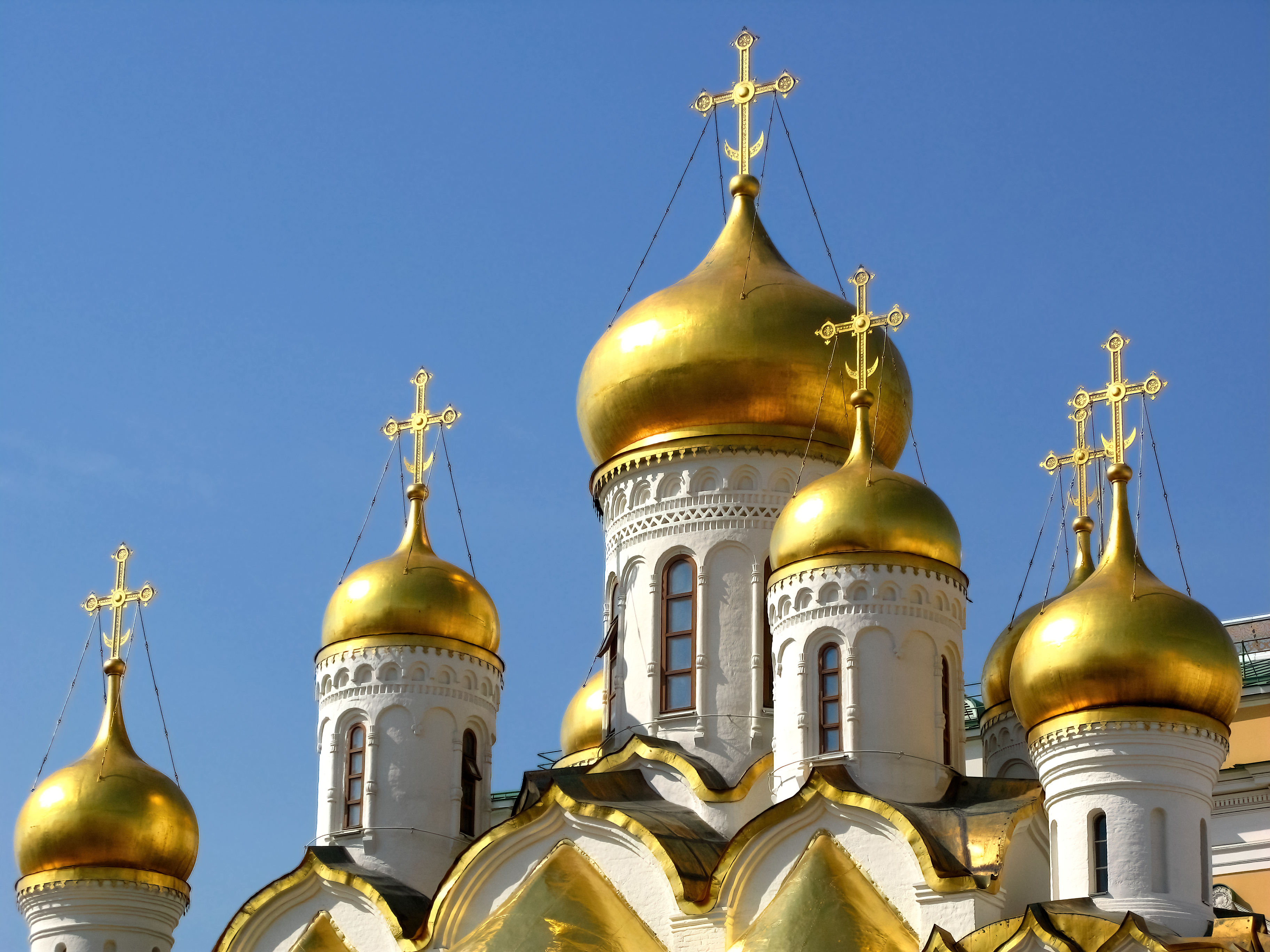
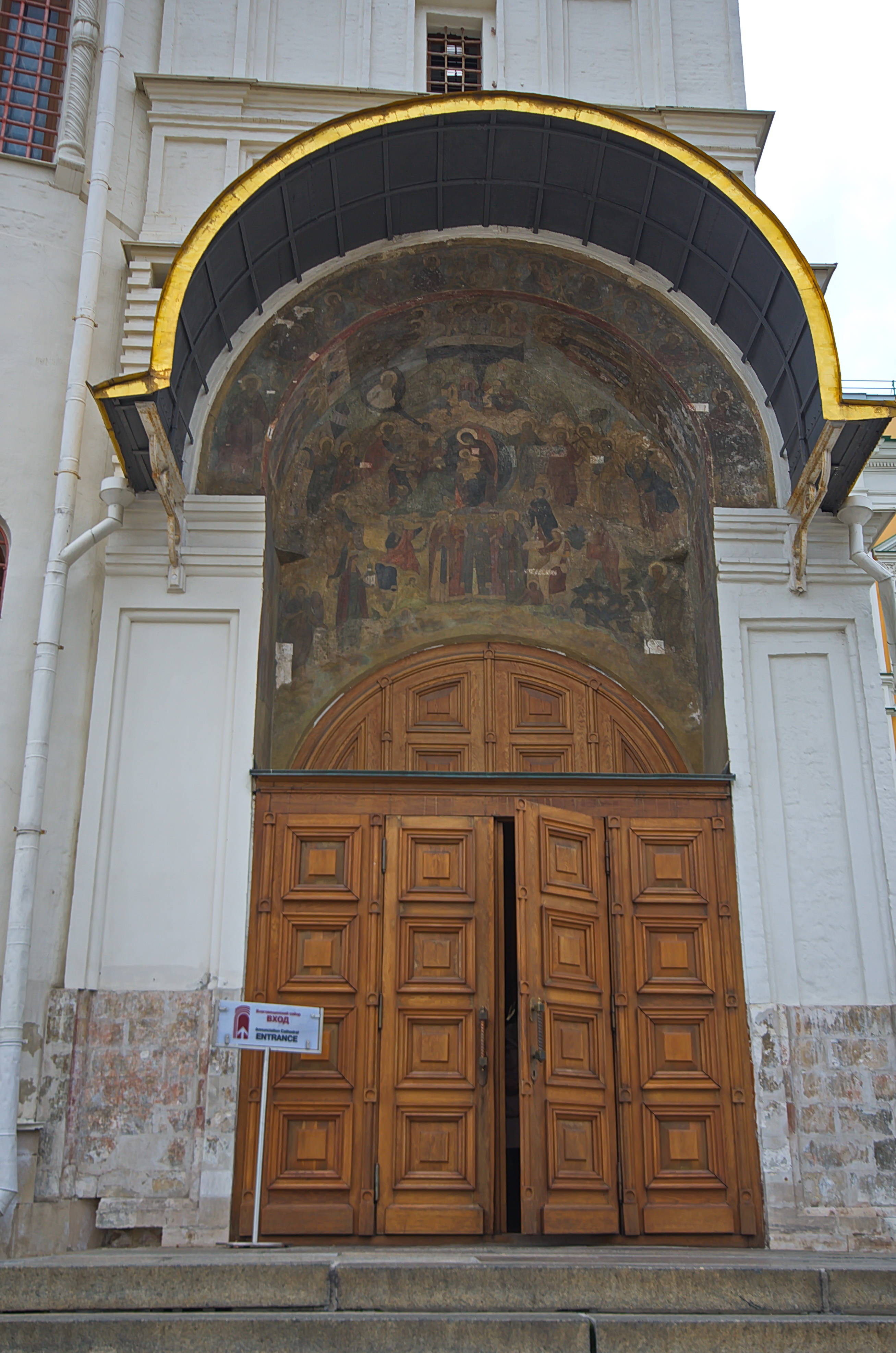
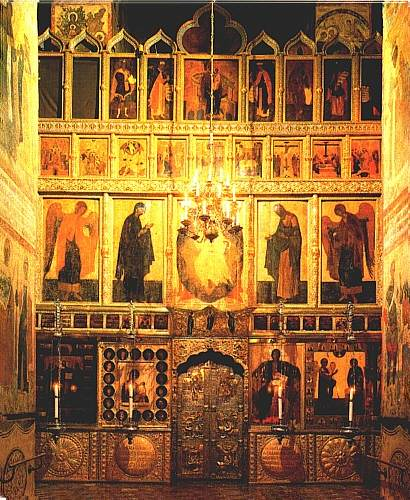
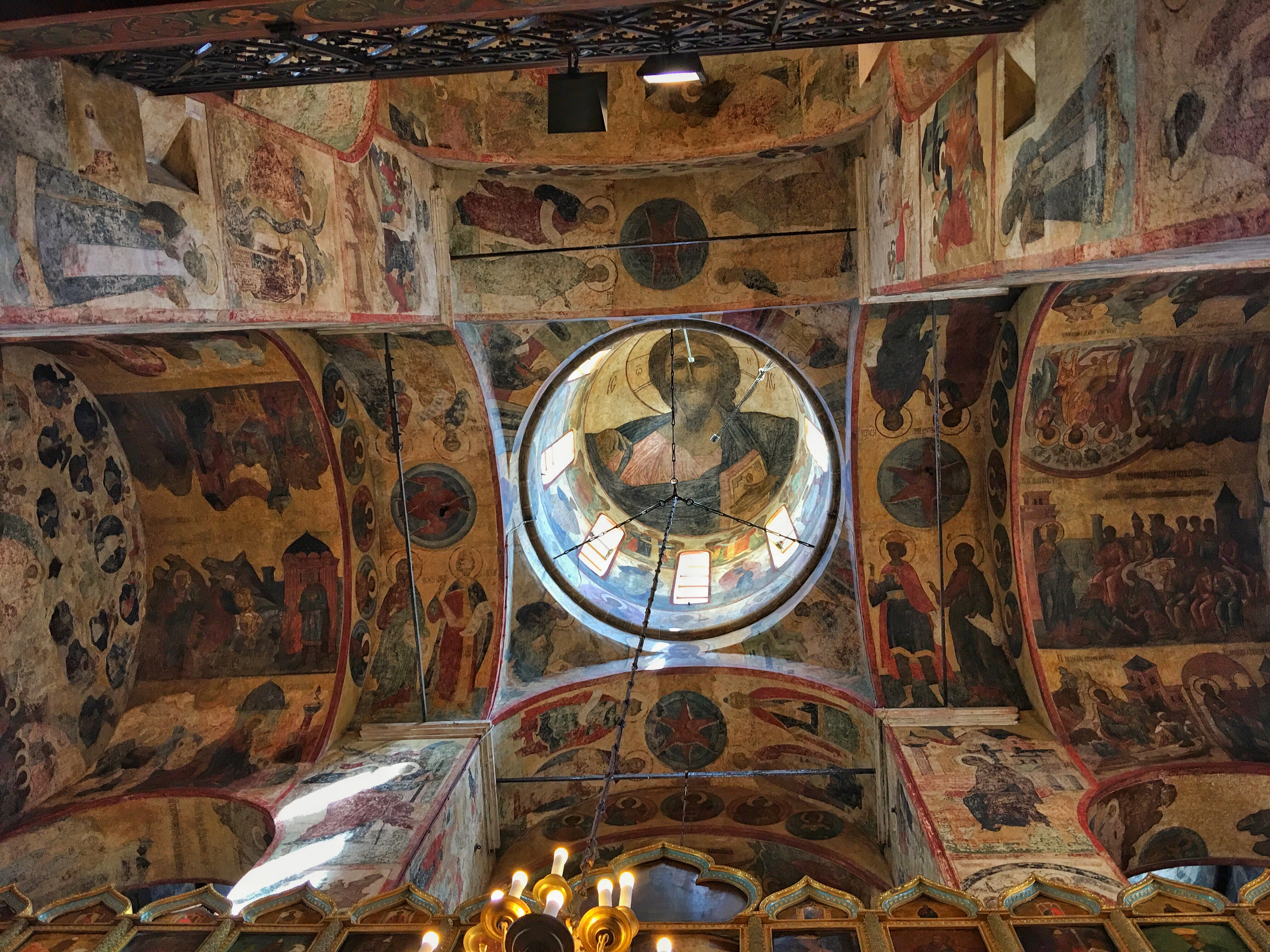
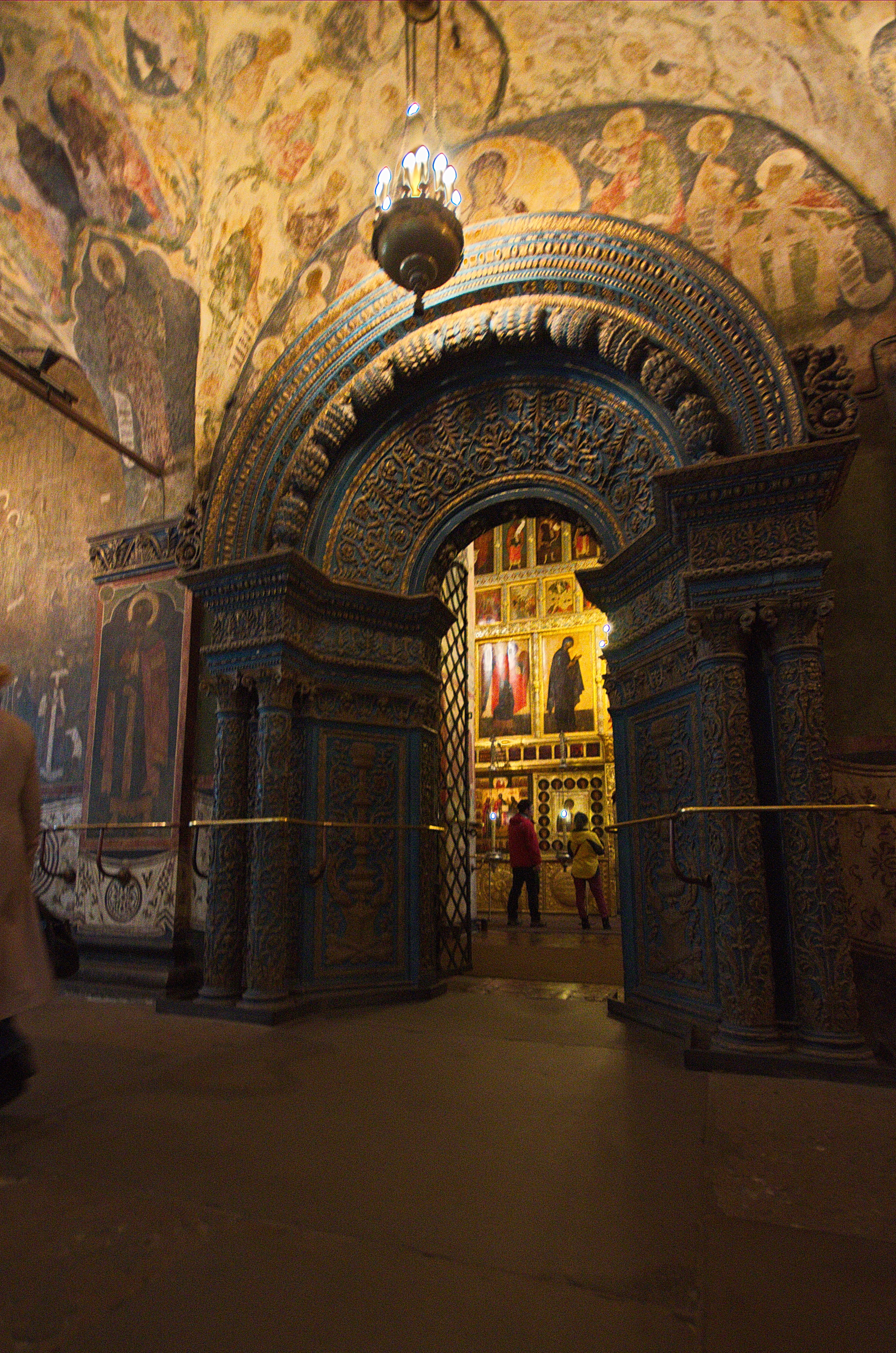